# Освободить шведское общество от нефтяной зависимости

Цены на сырую нефть с 1987 по 2012

В 2005 году правительство Швеции назначило комиссию для разработки комплексной программы по снижению зависимости Швеции от нефти, природного газа и другого ископаемого топлива к 2020 году. В июне 2006 года (менее чем за три месяца до всеобщих выборов 2006 года комиссия выпустила свой доклад под названием «Освободить шведское общество от нефтяной зависимости» (швед. På väg mot ett oljefritt Sverige). В отчёте приводились четыре причины для уменьшения зависимости от нефти:

- Влияние цен на нефть на экономический рост и занятость в Швеции;
- Связь между нефтью, миром и безопасностью во всём мире;
- Большой потенциал использования собственных чистых возобновляемых источников энергии вместо нефти;
- Угроза изменения климата в результате массового сжигания ископаемого топлива.

По состоянию на 2005 год поставки нефти обеспечивали 32% энергоснабжения страны, а ядерная энергия и гидроэнергетика обеспечивали значительную часть остатка. Хотя в докладе не предполагалось полностью прекратить потребление нефти, 2020 год был предложен в качестве маркера продолжающегося процесса «поэтапного отказа Швеции от нефти».
После поражения действующей правительственной коалиции на всеобщих выборах 2006 года эти предложения не были включены ни в энергетическую политику, ни в какие-либо законы. «Энергетическая политика Швеции, как краткосрочной, так и долгосрочной перспективе, заключается в обеспечении поставок электроэнергии, других видов энергии, на условиях конкурентоспособности с остальным миром. Она призвана создать правильные условия для эффективного использования энергии и экономически эффективного энергоснабжения, с минимальным неблагоприятным воздействием на здоровье, окружающую среду или климат, и содействовать продвижению к экологически устойчивого общества».

## Комиссия по уменьшению зависимости от нефти

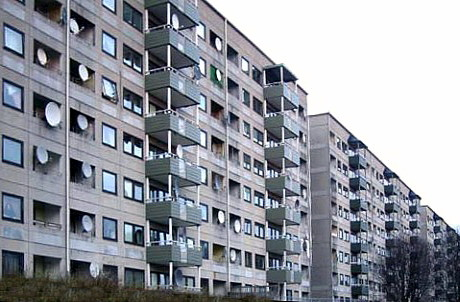
Жильё в Анжереде.

Для выработки рекомендаций о том, как следует прекратить зависимость от нефти, правительство создало Комиссию по уменьшению зависимости от нефти (Kommissionen för att bryta oljeberoendet i Sverige till år 2020), которую возглавил тогдашний премьер-министр Йоран Персен, о чём сообщалось в июне 2006 года.
В своём докладе Комиссия предложила следующие цели на 2020 год:
- потребление нефти автомобильным транспортом сократится на 40-50 процентов;
- потребление нефти промышленностью сократится на 25-40 процентов;
- отопление зданий нефтью — практика уже сокращённая на 70% после нефтяного кризиса 1973 года должна быть прекращена;
- В целом, энергия должна использоваться на 20% более эффективно.

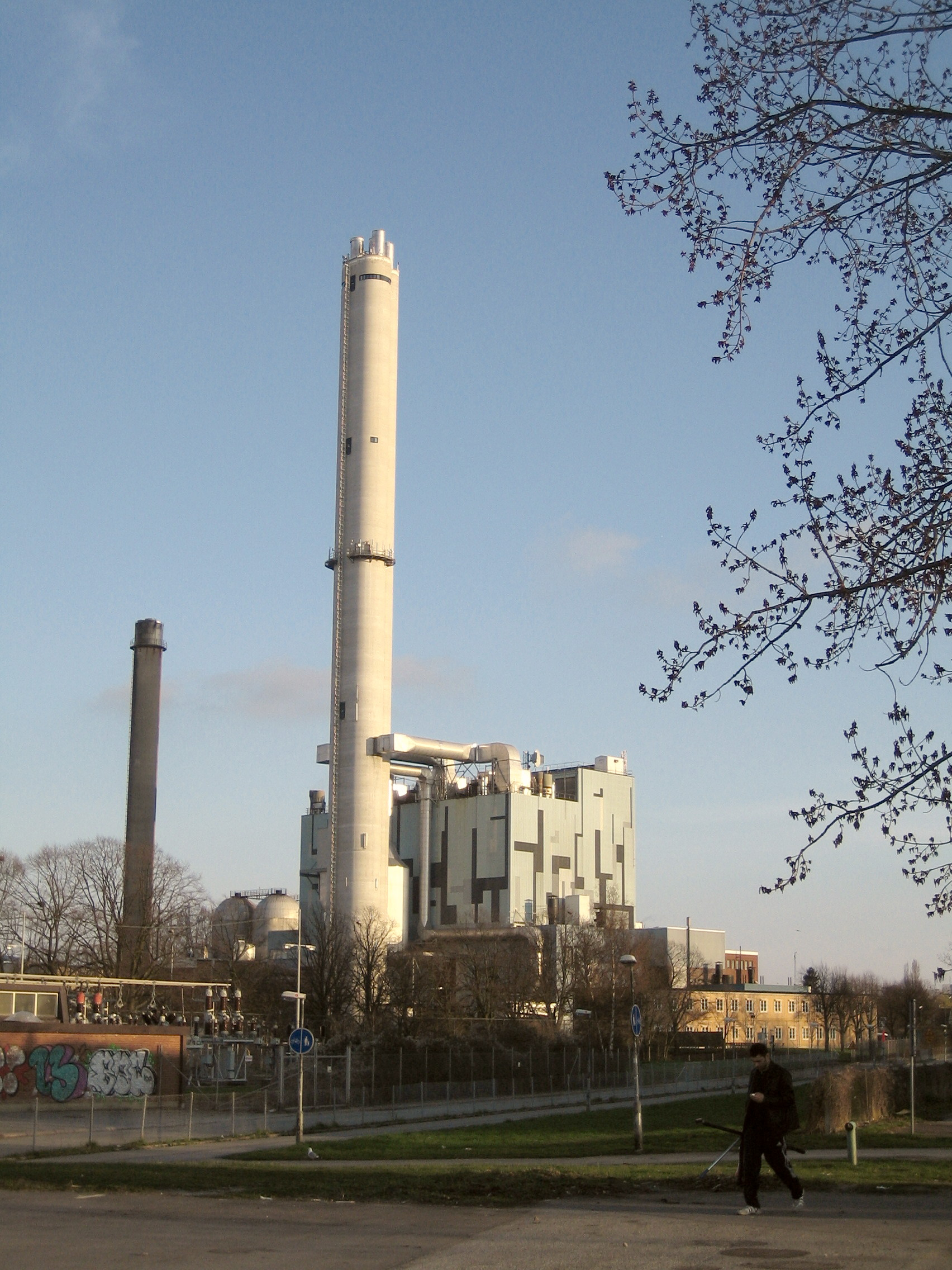
Электростанция в Мальмё, 2006.

Была предусмотрена замена нефти возобновляемыми источниками энергии и энергосберегающими мерами по сокращению общего потребления энергии. Ожидается, что это также приведёт к уменьшению выбросов углерода и укрепит роль страны в технологиях устойчивого развития, а также повысит её международную экономическую конкурентоспособность.

### Использование энергии

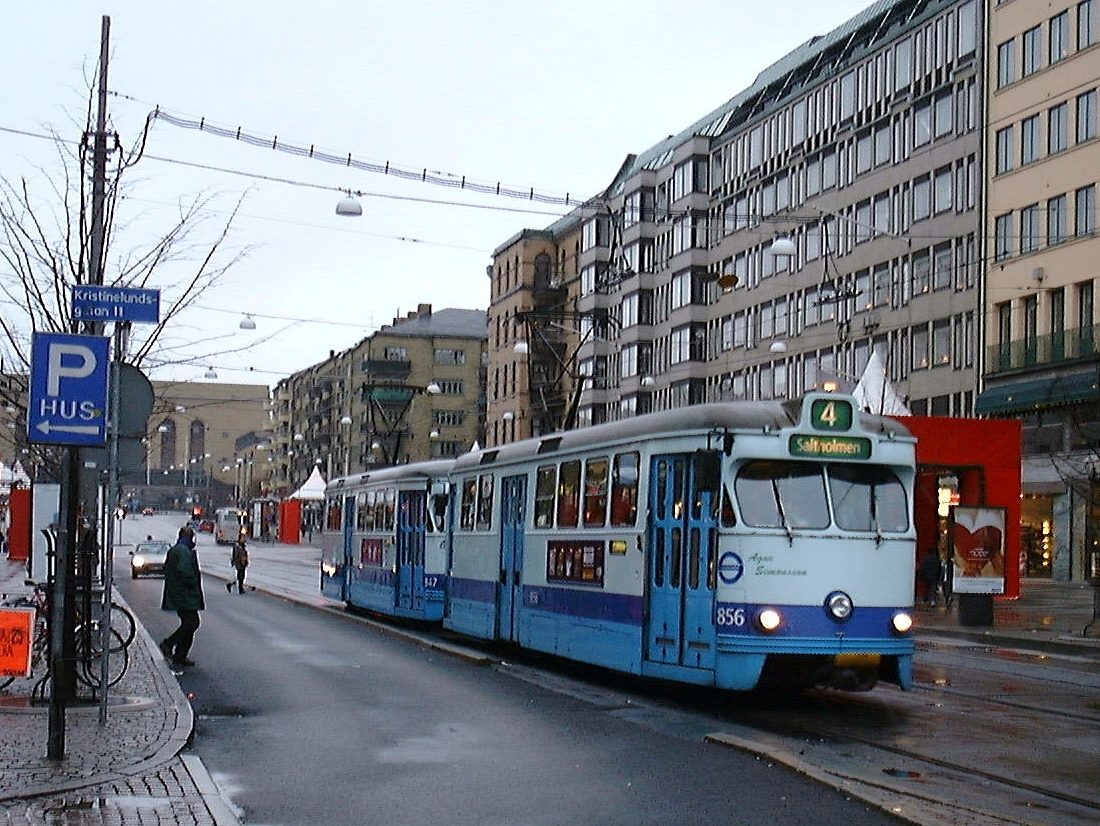
Гётеборгская трамвайная система, 1999.